# 大洲岛
大洲岛，是中國海南島東部的一個島嶼，属万宁市。也作独洲山，大周山，大洲山。中国航海古籍中称为独潴洋。有二岛三峰，面积4.36平方公里，主峰高289.3米。此岛分为北小岭（北大洲岛），南大岭（南大洲岛），中间有一长800米的弓形银色沙滩相连。由于大洲島金丝燕群栖营巢之地，出產燕窩，故又名為燕窝岛。岛嶼面積約1平方公里，離海南島東部的東澳鄉最近距離為2海里。
1996年，中国政府发布关于领海范围的声明，大洲岛有两个中国领海基点，分別是： 
- 大洲岛（1）北纬18ø 39·7' 东经110ø 29·6'
- 大洲岛（2）北纬18ø 39·4' 东经110ø 29·1'

## 沿革
依史籍記載，大洲島產燕窩已有400年之久。隨著人類的采燕窝活動，大洲岛金丝燕目前濒临灭绝。1990年9月，万宁大洲岛成立海洋生态国家级自然保护区，重点保护金丝燕。1992年，保护区开始实施3年禁采燕窝的措施；直至1995年，恢复采摘燕窝。2002年仅仅采摘到2个燕窝，在2003年第三次进行为期3年的禁采。直到2006年，金丝燕种群的数量恢复並不明显，禁采燕窝措施仍继续推行。

## 燕窝洞
著名的燕窝洞在岛的东南侧，燕窝洞原為一块高约300余米之巨岩，沿花岗岩节理裂成两半。此缝隙约40厘米宽，从水面直裂向岩頂，岩頂洞口狹小，从陆路難以入内，下面洞口則較大。采燕窝者會驾船至洞口，然后潜入水洞，再攀登洞壁采集燕窝。

## 航海指南
成书于嘉靖十五年（1536年）的《海语》，记述海中荒忽奇谲情况极为详细，作者是明代官员、广州府南海县人黄衷（1474—1553）。书中对独潴洋有如下记载：
| “ | 暹罗国在南海中，自东筦之南亭门放洋，南至乌潴、独潴、七洲，星盘坤未针至外罗，坤申针四十五程至占城。 | ” |

《四夷广记·广东东莞县至暹罗针路》记载：
| “ | 自广东东莞县之南亭门放洋，南至乌潴洋、独潴洋、七洲洋，星盘坤未针至外罗。坤申针四十五程至占城旧港。 | ” |